# Liparis cymbidiifolia
Liparis cymbidiifolia är en orkidéart som beskrevs av Johannes Jacobus Smith. Liparis cymbidiifolia ingår i släktet gulyxnen, och familjen orkidéer. Inga underarter finns listade i Catalogue of Life.